# كلية اللغات والترجمة (جامعة الملك سعود)
كلية اللغات والترجمة بجامعة الملك سعود بدأت في عام 1977 مركزًا للغات الأوروبية والترجمة في كلية الآداب بجامعة الملك سعود، وفي عام 1990 حُوِّل بموجب قرار من مجلس الوزراء السعودي إلى معهد بمسمى معهد اللغات والترجمة، وبعد أربعة أعوام حوِّل إلى كليةٍ مستقلة تحت مسمى كلية اللغات والترجمة.

## المرحلة الجامعية
حُدث نظام الدراسة بكلية اللغات والترجمة ابتداءً من السنة الدراسية 1432هـ - 1433هـ حيث يجب على الطالب إنهاء السنة التحضيرية، ومن ثم الانتقال لدراسة التخصص لمدة 4 سنوات بينما النظام السابق يقتصر على خمس سنوات دراسة للتخصص فقط ولا يشترط السنة التحضيرية .

## الدراسات العليا
استُحدثت بعض المسارات لإكمال الدراسات العليا مع تطبيق الخطة الجديدة للكلية وهي قسم اللسانيات ودراسات الترجمة .

## الأقسام الأكاديمية
تضم الكلية بحسب الهيكلة القديمة:
أ- قسم اللغات الأوروبية والترجمة ويندرج تحته:
1-برنامج اللغة الإنجليزية ( طلاب وطالبات )
2-برنامج اللغة الفرنسية ( طلاب وطالبات )
3-برنامج اللغة الإسبانية ( طلاب )
4-برنامج اللغة الألمانية ( طلاب )
5-برنامج اللغة الروسية ( طلاب )
ب-قسم اللغات الآسيوية والترجمة ويتضمن:
1-برنامج اللغة التركية ( طلاب )
2-برنامج اللغة الفارسية ( طلاب )
3-برنامج اللغة العبرية ( طلاب )
4-برنامج اللغة اليابانية ( طلاب وطالبات )
5-برنامج اللغة الصينية ( طلاب )
تضم الكلية بحسب الهيكلة الجديدة:
أ- قسم اللغة الإنجليزية والترجمة.
ب- قسم اللغة الفرنسية والترجمة.
جـ- قسم اللغات الحديثة والترجمة، وسيشمل بقية اللغات كبرامج تابعة لهذا القسم على النحو التالي:
1- برنامج اللغة الإسبانية
2- برنامج اللغة الألمانية
3- برنامج اللغة الروسية
4- برنامج اللغة التركية
5- برنامج اللغة الفارسية
6- برنامج اللغة العبرية
7- برنامج اللغة اليابانية
8- برنامج اللغة الصينية